# 유형 이론
수학, 논리학, 컴퓨터 과학에서 유형 이론(類型理論, 영어: type theory) 또는 유형론은 유형의 개념을 사용하여, 합법적으로 사용 가능한 논리식에 제한을 두는 논리 체계들의 총칭이다. 최초의 유형 이론은 버트런드 러셀이 만든 분지 유형 이론이다.

## 역사
1902년부터 1908년 사이 소박한 집합론의 고틀로프 프레게 판이 러셀의 역설로 고생하고 있다는 것을 발견한 데 대해 버트런드 러셀은 다양한 유형 이론을 제시했다.

## 같이 보기
- 자료형
- 자료형 체계
- 도메인 이론